# Suprématie aérienne
En langage militaire, la suprématie aérienne  est l'état le plus favorable du contrôle aérien, lorsque l'opposition est incapable d'interférer efficacement.

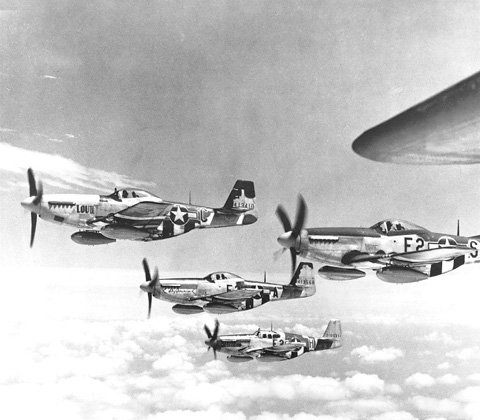
Le rééquipement des escadrons de chasse américains sur les terrains d'aviation anglais en mars 1944 avec des Mustangs P51 modèle D à long rayon d'action permet d'anéantir la chasse allemande sur les côtes de Normandie et de Calais ; pendant toute l'opération Overlord, les mouvements au sol des divisions allemandes ne pourront avoir lieu que de nuit. Son emploi fut si décisif qu'il servit de support de propagande de guerre aux USA.

La suprématie aérienne est différente de la supériorité aérienne, qui définit une opposition présente bien que faible.
De la fin de la Seconde Guerre mondiale aux années soixante avec l'apparition des missiles d'interception, la technologie se focalisa sur les avions d'interception, pour lesquels détenir le modèle le plus performant assurerait à sa nation propriétaire la suprématie aérienne.
Les deux supergrands se lancèrent à grand renfort de compétition d'armements dans cette course à la vitesse : filière des États-Unis contre filière soviétique.
En 1991, au début de l'offensive alliée pendant la Guerre du Golfe, la destruction de l'aviation irakienne et de divers objectifs au sol au Koweït et en Irak (par exemple le terminal militaire de l'aéroport de Bagdad) a permis aux États-Unis et à leurs alliés d'acquérir la maîtrise du ciel.

## Exemple
- Victory Program : objectif planifié des USA pour atteindre la suprématie aérienne sur ses adversaires de la dernière guerre.